# Glipahåla
Glipahåla är en sjö i Borås kommun i Västergötland och ingår i Rolfsåns huvudavrinningsområde.